# Georges de Schaetzen
Pour les articles homonymes, voir Schaetzen.
Le chevalier Georges Oscar Joseph de Schaetzen van Brienen, né le 8 mars 1887 à Tongres et y décédé le 10 avril 1961  est un homme politique belge bilingue, membre du parti catholique, tendance ouvrière (Christen Werkersverbond).
Licencié en sciences sociales et politiques, il fut fondateur et administrateur de diverses coopératives ouvrières chrétiennes, parmi lesquelles : Le Bien-Être (1910), Coopération Ouvrière Belge (1924), Banque d'Epargne des Ouvriers Chrétiens  (1925), Assurances Populaires (1929) et Fédération Nationale des Coopératives Chrétiennes (1935).

## Carrière politique
- 1926 : conseiller communal de Bommershoven;
- 1926-1932 : bourgmestre de Bommershoven;
- 1933-1936 : député de l'arrondissement de Tongres-Maaseik, en suppléance de Albert Hillen;

## Généalogie
- Il est le petit-fils d'Oscar de Schaetzen et le fils de Ludovic de Schaetzen (1859-1931) et de Caroline van Brienen (1855-1927).
- Il épousa en 1913 Juliette Breuls (1891-1986) ;
  - Ils eurent 7 enfants: Marie, Madeleine, Jean, Norbert, Stanislas, Benoit, Albert.

## Sources
- Bio sur ODIS